# Антарктик
Антарктик (Антарктический пролив; англ. Antarctic Sound) — пролив, отделяющий острова Жуэнвиль от северо-восточной оконечности Антарктического полуострова. Связывает залив Эребус-энд-Террор моря Уэдделла с проливом Брансфилд. Длина пролива составляет примерно 50 км (30 миль), ширина от 11 до 19 км (7 до 12 миль). Пролив был назван шведской антарктической экспедицией под руководством Отто Норденшёльда на экспедиционном судне «Антарктик», которое в 1902 году под командованием Карла Антона Ларсена впервые прошло через этот пролив.